# Сакишима језици
Сакишима језици, једна од две главне подгрупе рјукјуанских језика који се говоре на острвима Рјукју у Јапану. Обухвата 3 језика, то су:
а. Мијако, острва: Окинава, Мијако, Огами, Икема, Курима, Ирабу, Тарама, Мина.
б. Јаејама, острва: Окинава, Ишигаки, Ириомоте, Хатома, Кохама, Такетоми, Курошима, Хатерума, Арегусуку.
ц. Јонагуни, острва: Окинава, Јонагуни.
У употреби је и јапански [jpn].